# Galeopsis bullatus
Galeopsis bullatus är en mossdjursart som beskrevs av Hayward 1993. Galeopsis bullatus ingår i släktet Galeopsis och familjen Celleporidae. Inga underarter finns listade i Catalogue of Life.